# توکیو تاتمونو
توکیو تاتمونو (انگلیسی: Tokyo Tatemono) شرکت ساخت‌وساز ژاپنی است، که در سال ۱۸۹۶ تأسیس شد.